# Tuszijja
Tuszijja (hebr.: תושיה) – wieś położona w samorządzie regionu Sedot Negew, w Dystrykcie Południowym, w Izraelu.
Leży w zachodniej części pustyni Negew, w pobliżu miasta Netiwot.

## Historia
Osadę założono w 1958.